# 21P/Giacobini-Zinner
21P/Giacobini-Zinner é um cometa periódico localizado no Sistema Solar. O núcleo desse cometa é estimado como sendo de 2 km de diâmetro.

## Descoberta e nomeação
Foi descoberto por Michel Giacobini (a partir de Nice, França), que observou o cometa na constelação de Aquário em 20 de dezembro de 1900. Ele foi recuperado posteriormente em duas passagens por Ernst Zinner (a partir de Bamberg, Alemanha), quando estava observando estrelas variáveis perto de Beta Scuti em 23 de outubro de 1913. Esse cometa foi batizado com os nomes dos seus descobridores.

## Exploração
O cometa Giacobini-Zinner foi alvo da sonda espacial International Cometary Explorer (ICE) que passou por sua cauda de plasma em 11 de setembro de 1985. Além disso, oficiais japoneses do setor espacial consideraram redirecionando a sonda interplanetária Sakigake em direção a um encontro com Giacobini-Zinner em 1998, mas a sonda carecia de propulsor para as manobras necessárias e o projeto foi abandonado.